# ليه فيغا
ليه فيغا (بالإسبانية: Lis Vega)‏ هي مغنية وعارضة وراقصة باليه وممثلة كوبية ومكسيكية، ولدت في 20 أكتوبر 1977 في هافانا في كوبا.

## وصلات خارجية
- ليه فيغا على موقع IMDb (الإنجليزية)
- ليه فيغا على موقع قاعدة بيانات الفيلم (الإنجليزية)